# Aegotheles tatei
Звездный совиный лягушкорот, или Украшенный совиный козодой (Aegotheles tatei (лат.)) — вид птиц из семейства совиных козодоев. Обитает на острове Новая Гвинея. Питается насекомыми.
Aegotheles tatei был впервые описан канадским орнитологом Остином Лумером Рэндом в 1941 году, считается сестринским по отношению к большому совиному козодою. Вместе с другими крупными совиными козодоями некоторыми учёными выделялся в отдельный род Euaegotheles.

## Описание
Длина тела составляет около 25 см (длина крыла — 138 мм) и заметно меньше, чем у других крупных представителей семейства — большого (Aegotheles insignis) и молуккского совиных козодоев (Aegotheles crinifrons). Белые пятна-маркеры также меньшего размера, особенно в нижней части и над глазами, где могут отсутствовать полностью. Оперение под крылом рыжевато-коричневое (у большого совиного козодоя — черновато-коричневое). Учёные отмечают, что у этого вида самая короткая плюсна среди всех совиных козодоев, оперение горла и в области ушей жёсткое, перья не закручиваются на концах, а остаются колючими. Белые маркеры диаметром 1—2 мм формируют рисунок на голове и рассыпаны по спине. Для него также характерны белые полосы на рулевых перьях в верхней части хвоста, в целом не свойственные совиным козодоям. Американский орнитолог Тэйн Пратт (Thane K. Pratt) также отмечал, что у взрослых птиц практически отсутствуют тёмные тонкие полосы, на груди и животе они беловатые, с тёмными кончиками. Все известные птицы соответствуют рыжей морфе, хотя Пратт не исключал существование коричневой морфы. Вибриссы представлены парой поднятых и острых надбровных волос (superciliary tufts), тремя парами полущетинок на уздечке (loral semibristle), двумя парами стандартных щетинок на уздечке (loral bristles) и парой полущетинок в уголках рта (rictal semibristles).
Как и остальные представители семейства, Aegotheles tatei ведут преимущественно ночной образ жизни. Вокализация не описана до сих пор, но в 2008 году около реки Элевала (Elevala) удалось записать тревожный звуковой сигнал, а также сигнал, обозначающий территорию. Эти позывки существенно отличаются от известных звуковых сигналов совиных козодоев. Позднее были записаны позывки птиц у реки Кали-Муйу (Kali Muyu). Бельгийский орнитолог Филипп Вербелен (Philippe Verbelen) отметил, что птицы начинают издавать звуковые сигналы через 30 минут после заката, отвечают на проигрываемую запись только один или два раза, после чего замолкают на 15 минут. При этом птицы всё равно перемещаются к источнику сигнала.

## Распространение
Aegotheles tatei обитает в основном в низинных районах острова Новая Гвинея на территории таких стран как Индонезия и Папуа — Новая Гвинея. Площадь ареала составляет 53 600 км² и включает верховья реки Флай в центре острова, залив Амазон (Amazon Bay) на юго-востоке, реку Элевала около города Киунга, недавно был обнаружен в западной части острова в бассейне реки Кали-Муйу. Высота над уровнем моря составляет 10—125 м, отделяя данный таксон от родственного большого совиного козодоя, обитающего на высоте 1100 м и выше. По всей видимости, птицы ведут оседлый образ жизни.
До недавнего времени вид был известен только по четырём экземплярам из музейных коллекций, полученным в девственных лесах около водоёмов на расстоянии около 1000 км друг от друга. В 1936—1937 годы состоялась экспедиция в южные леса Новой Гвинеи под руководством и покровительством Ричарда Арчболда (1907—1976), во время которой Арчболдом, канадским орнитологом Остином Лумером Рэндом (1905—1982) и американским териологом Джорджем Генри Гамильтоном Тейтом (1894—1953) в верховьях реки Флай было обнаружено два экземпляра нового подвида большого совиного козодоя. В 1969 году были обнаружены экземпляры птицы у залива Амазон.
Вербелен обнаружил птиц в 2014 году в лесах Западной провинции, включая районы? в которых осуществлялась вырубка леса, однако в исследованных им открытых болотистых районах около Танахмерах на высоте около 30 м над уровнем моря и более холмистых районах около деревень Миндиптана (Mindiptana) и Варопко (Waropko) (67—130 м), где был отмечен совиный козодой Уоллеса (Aegotheles wallacii), птиц не наблюдалось. При этом Вербелен обратил внимание, что в районе реки Элевала они сосуществуют на одной территории. Более современные наблюдения птиц относятся к 2023 году.
Международный союз охраны природы относит данный вид к видам, вызывающим наименьшие опасения. Районы острова, в которых были зафиксированы Aegotheles tatei, не подвергаются интенсивной вырубке, то есть по всей видимости непосредственная угроза виду отсутствует. Даже если ареал, на котором представлен данный вид, лоскутный, популяция его достаточно велика. В некоторых регионах его считают обычным видом.

## Питание
Особенности охоты и питания не описаны. По всей видимости птицы питаются насекомыми, на которых охотятся ночью.

## Размножение
Никакой информации о размножении данного вида нет. Оперение молодых птиц не описано. Все известные музейные экземпляры принадлежат по всей видимости взрослым птицам.

## Систематика
Таксон был впервые описан канадским орнитологом Остином Лумером Рэндом (1905—1982) в 1941 году как подвид большого совиного козодоя (Aegotheles insignis) — Aegotheles insignis tatei, при этом Рэнд отметил, что птицы существенно отличаются от остальных двух подвидов большого совиного козодоя. Своё название подвид получил в честь американского териолога Джорджа Генри Гамильтона Тейта (1894—1953). Американский орнитолог Тэйн Пратт выделил этот подвид в отдельный вид Aegotheles tatei на основе своих исследований, опубликованных в 2000 году и поддерживаемых большинством современных учёных. Большой совиный козодой, обитающий в горах Новой Гвинеи, несмотря на разницу в размерах и другие морфологические различия, является сестринским по отношению к данному таксону.
Наряду с другими крупными совиными козодоями — большим (Aegotheles insignis) и молуккским (Aegotheles crinifrons) — Aegotheles tatei относится к группе «наименее развитых» видов. Для них характерен широкий и довольно сильный клюв, схожий рыжий цвет оперения, особенно на лопатках и в нижней части тела, прямые хвостовые перья со слегка заострёнными кончиками и удлинённые перья над ушами. Некоторые учёные выделяют их в отдельный род Euaegotheles.